# Сьейес, Эмманюэль Жозеф
Эмманюэ́ль Жозе́ф Сьейе́с (иногда Сийес), широко известный как аббат Сьейес, l’abbé Sieyès (фр. Emmanuel Joseph Sieyès [sjejɛs]; 3 мая 1748, Фрежюс — 20 июня 1836, Париж) — французский политический деятель.
Член Французской академии (1803) и Академии моральных и политических наук (1795; с 1832).

## Биография
Обучался в католической семинарии в Париже и по воле родных, против собственного желания, стал священником; был затем генеральным викарием епископа Шартрского. В 1788 году Сьейес состоял депутатом от духовенства в провинциальном собрании в Орлеане. К этому времени относится появление ряда брошюр, написанных Сьейесом по поводу предстоявшего созвания Генеральных Штатов: эти сочинения Сьейеса произвели весьма сильное влияние на народ, в особенности брошюра «Essai sur les privilèges» («Эссе о привилегиях», 1788) и памфлет «Qu’est ce que le tiers-état?» («Что такое третье сословие?», янв. 1789), содержащий известные строки: «Что такое третье сословие? Всё. Чем оно было до сих пор при существующем порядке? Ничем. Что оно требует? Стать чем-нибудь».
Став благодаря этим брошюрам одним из руководителей общественного мнения во Франции, Сьейес был избран в Национальное собрание в качестве представителя третьего сословия от города Парижа. Был одним из наиболее деятельных членов национального собрания и приобрёл значительное влияние, при этом, не был выдающимся оратором. Им соорганизовано: Национальная гвардия, новое распределение налогов, устройство муниципалитетов, разделение территории департаменты Франции и т. д. Он составил клятву, данную депутатами 20 июня 1789 года, — не расходиться, пока Франции не будет дана новая конституция; им же предложено было депутатам принять для Генеральных Штатов название национального собрания (17 июня 1789 года). Брошюра Сьейеса «Reconnaissance et exposition des droits de l’homme et du citoyen» (июль 1789 года) явилась предшественницей «декларации прав человека». Сьейес также предложил, чтобы будущая конституция сделала женщин и детей «пассивными гражданами», на что получил жесткий ответ от главного редактора «Journal d’etat et du citoyen» Луизы-Фелисите де Керальо и инициатива эта поддержки не нашла.
Один из основателей Якобинского клуба, в июле 1791 года он перешёл в Клуб фельянов, затем принадлежал к «болоту», уклонявшемуся от определения своей политической позиции. В 1789—1790 годах выступал за введение имущественного ценза для участия в выборах. В 1790 году Сьейес был одно время президентом Национального собрания. От предложенной ему в 1791 году должности конституционного парижского епископа Сьейес отказался. Избранный в Конвент, Сьейес в январе 1793 года подал голос за казнь короля. Во время террора Сьейес не принимал активного участия в политике и сумел избежать гильотины (позже на вопрос, что он делал в эпоху террора, он ответил: «Я жил» (J’ai vécu).
После падения Робеспьера он стал членом Комитета общественного спасения (в 1795 году: с 5 марта по 3 июля и со 2 августа по 26 октября — роспуск Конвента) и принимал участие в мирных переговорах, происходивших в Базеле с Пруссией и Испанией. В период с 20 апреля по 4 мая 1795 года занимал пост председателя Конвента. От составления конституции III года Сьейес отказался так же, как и от должности директора и министра иностранных дел. Избранный в Совет пятисот, он работал в различных комитетах, а в 1797 году был президентом этого совета. В том же году на жизнь Сьейеса было произведено покушение аббатом Пули (Poulie), ранившим его в руку и в грудь. Сьейес был членом масонской ложи «Девять сестёр».
С 21 июня 1798 года по 24 мая 1799 года Сьейес был послом в Берлине с поручением добиться если не союза, то хотя бы нейтралитета Пруссии, что ему и удалось. По возвращении во Францию Сьейес был избран директором на место Ребеля (в 1799 году) и во время приготовлений к перевороту 18 брюмера стоял на стороне Бонапарта, которому оказал весьма существенную поддержку своим влиянием на депутатов; он же составил проект новой конституции, существенно, впрочем, изменённый Бонапартом. После переворота Сьейес стал одним из трёх временных консулов, но не имел никакой действительной власти. Бонапарт назначил его сенатором и дал ему весьма доходное государственное имение Крон (Crosne). Впоследствии Сьейес был некоторое время президентом сената, а в 1808 году получил титул графа Империи.
После второй реставрации Сьейес, изгнанный из Франции как цареубийца, поселился в Брюсселе и вернулся в Париж лишь после Июльской революции 1830 года, почитаемый как мудрый старик, но полностью отстраненный от политической жизни. Похоронен 22 июня 1836 года на 30-м отделении кладбища Пер-Лашез.

## Труды
- Essai sur les privilèges
- Qu’est-ce que le Tiers État ? Что такое третье сословие? / Введ. В. Богучарского. — Санкт-Петербург : Голос, [1906]. — 64 с.
- Vues sur les moyens d’exécution dont les représentants de la France pourront disposer en 1789.
- Des Manuscrits de Sieyès. 1773—1799 et «1770-1815», Tome I (576 p.) et II (726 p.), publiés sous la direction de Christine Fauré, avec la collaboration de Jacques Guilhaumou, Jacques Vallier et Françoise Weil, Paris, Champion, 1999 et 2007

## Образ в кино
- «Наполеон: путь к вершине» (Франция, Италия, 1955) — актёр Дени д’Эне[фр.]